# Hausach
Hausach (pronunciación en alemán: /ˈhaʊ̯zax/ⓘ) es una pequeña ciudad alemana de unos 5.800 habitantes en el distrito de Ortenau, Baden-Wurtemberg. Está ubicada en la Selva Negra Central en el valle del río Kinzig en la confluencia de este río con el río Gutach.

## Puntos de interés
- Ruina del castillo de Husen.[3]
- Iglesia de San Mauricio.[4]
- Museo de minería al aire libre: cuenta con una antigua trituradora de mineral (Erzpoche) hidráulica, un horno de fusión, instalaciones de lavado del mineral y una fragua donde se forjaban los instrumentos empleados en la mina.[5]
- Casa del Pintor (Molerhiisli), museo dedicado al pintor y poeta dialectal Eugen Falk-Breitenbach (1903-1979) en su casa incluyendo su taller.[6]
- Modelo del Ferrocarril de la Selva Negra (Schwarzwald-Modellbahn), la maqueta ferroviaria europea más grande.[7]